# 當緣郡
當緣郡（日语：〔〕／ Tōbui gun */?）為日本北海道十胜支廳的郡，轄區包函現在的廣尾郡大樹町和部分的幕別町。成立於1869年北海道設置11國86郡時，已於1906年因無管轄町村被廢除。
名稱源於阿伊努語「to-puy」（湖泊的出口/空茎驴蹄草的湖泊）或「to-put-i」（湖泊出口的地方）。

## 沿革

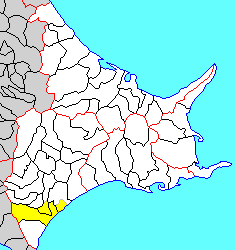
当缘郡最初轄區位置圖

- 1869年8月15日：北海道設置11國86郡，十勝國當緣郡成立。
- 1897年11月：北海道實施支廳制，十勝國當緣郡隸屬河西支廳之管轄，此時當緣郡下轄大樹村、歴舟村、當緣村。[2]（3村）
- 1906年4月1日：大樹村、歷舟村和當緣村的部份區域與廣尾郡茂寄村合併為廣尾郡茂寄村（現在的廣尾町）。當緣村的其他地區被併入十勝郡大津村。當緣郡因為無管轄町村同時被廢除。